# 俄罗斯
俄罗斯联邦（羅馬化：Rossiyskaya Federatsiya，發音：[rɐˈsʲijskəjə fʲɪdʲɪˈrat͡sɨjə]，羅馬化：RF），通称为俄羅斯或俄國（Россия，羅馬化：Rossiya），是位於欧亚大陆北部的聯邦共和國。其國土横跨欧亞两大洲，为目前世界上领土最大的国家，面积达1710万平方公里，約占地球陆地面积的八分之一；俄罗斯拥有1.46亿人口，世界排名第九，其中77%居住于其较为发达的欧洲部分。国土覆盖整个亚洲北部及东欧大部，横跨11个时区，涵盖广泛的环境和地形，拥有全世界最大的森林储备和含有约世界四分之一的淡水的湖泊。俄罗斯有十四個陸上鄰國（從西北方向起逆时针序）：俄罗斯分别与挪威、芬兰、爱沙尼亚、拉脱维亚、立陶宛、波蘭、白俄罗斯、乌克兰、格鲁吉亚、阿塞拜疆、哈萨克斯坦、中华人民共和国、蒙古和朝鲜接壤，其中立陶宛和波蘭僅與俄羅斯外飛地加里寧格勒州接壤。同時，俄羅斯還與日本、美国、加拿大、格陵蘭（丹麥）、冰島、瑞典、土耳其隔海相望。俄羅斯北部和東部分別為北冰洋和太平洋包圍，西北和西南分別可經由波羅的海和黑海通往大西洋。
俄罗斯历史始于欧洲的东斯拉夫民族，聚集区域自公元3世纪至8世纪逐渐扩大。在9世纪，源自北欧的瓦良格人武士精英南下征服斯拉夫人部落，建立基辅罗斯。988年，基輔羅斯在拜占庭帝国的影响下皈依东正教，由此开始，拜占庭与斯拉夫文化逐渐融合成为今日的俄罗斯文化。在蒙古入侵欧洲中，基辅罗斯分化为众多公國，被蒙古人逐一征服，大部分在13世纪成为金帐汗国的一部份。其中，作为金帐汗国附属国的莫斯科大公国，14世纪起逐渐崛起并统一周边诸侯国，在15世纪成功从金帐汗国独立，其君主伊凡三世迎娶拜占庭末代公主索菲娅·巴列奥略，从此俄罗斯對外自詡「第三羅馬」，且成为基辅罗斯文化和政治的继承者。16世纪起伊凡四世自称沙皇。18世纪，俄罗斯沙皇国通过征服、吞并和探索不断扩张领土，于大北方戰爭战胜后取得波罗的海出海口，彼得大帝稱帝並成立俄罗斯帝国，叶卡捷琳娜二世延續其西化革新，取得克里米亚进入黑海，任内國力邁向了頂峰。19世纪俄罗斯成为反法同盟主要力量之一，同时向远东不断扩张疆域，极盛时其领土范围从中欧的波兰连绵至北美的阿拉斯加，最終成為历史上領土第三大帝国，但內部的複雜性也引來了民族的紛爭與經濟管理不善，國家体制逐漸僵化和落後。1905年，甚至被东亚之新興列強大日本帝国所擊敗。
第一次世界大战期间俄国國力貧弱，沙皇独断专行，俄国政府横征暴敛，最终引发1917年俄国革命。但由于政治派系之间无法达成一致，俄国内战爆发。其後，由布爾什維克率领的苏俄红军击败白军并消灭孟什维克和社会革命党等反对派，重新统一全国，建立俄罗斯苏维埃联邦社会主义共和国，成为世界上第一个宪法意义上的社会主义国家，并成为随后在1922成立的苏维埃社会主义共和国联盟的主体和其最大的加盟共和国。苏联在史達林治下通过农业集体化进行剪刀差，对重工业倾力发展，使其迅速完成工业化并在1937年之前在工业产值上超越納粹德國与大英帝国，位居欧洲第一，世界第二。在第二次世界大战期间，苏联的製造能力，为其在苏德战争中的胜利以及同盟国的胜利起到了决定性作用。战后，苏联崛起成为公认的超级大国，并在冷战时期与美国在意識形態上互相竞争。冷战期间，苏联产生了20世纪许多最重要的科技成就，包括但不限于世界第一颗人造地球卫星，以及首次将人类送入太空。1990年，苏联为世界上第二大经济体，且拥有世界上最多的常备军人以及最多的大规模杀伤性武器库存。1991年苏联解体后，导致包括俄罗斯在内的15个共和国独立；身為原蘇聯最大的加盟共和国，俄羅斯通过修宪改制以成为俄罗斯联邦，成为原苏联的唯一法理继承国家并继承其安理会常任理事国席位，政體採用聯邦制、民主共和制及半总统制。
截至2015年，俄罗斯根据国民生产总值标准为世界第13大经济体，根据购买力平价为世界第六大经济体。俄罗斯拥有世界上最大储量的矿产和能源资源，是世界上最大的石油和天然气输出国。俄罗斯为世界大国之一，为合法拥核国家，联合国安理会常任理事国，G20、亚太经合组织、上合组织、欧安组织、世贸组织和金砖国家成员。它也是独联体、集体安全条约组织的领导者和欧亚经济联盟创始成员。俄罗斯也是世界八大工業國之一，但因2014年吞并克里米亚而被暂停成员身份。俄羅斯也曾是欧洲委员会成員，但因2022年入侵烏克蘭而失去其地位。

## 譯名由來
按照俄语发音，其名称应译为“羅西亚”。元朝时根据蒙古语译为「斡羅思」，到清朝初年许多文献中曾称之为「羅剎国」，但在以国家相称时则多译为「鄂羅斯」或「俄羅斯」。乾隆年间官修《四库全书》时将其正式统一为“俄羅斯”或简称“俄国”，自此沿用至今。此外，同治年間出版的《新遺詔聖經》中出現了「西亞」的譯名，以求接近俄語原始發音。
另一說法是，在清朝入主中原時期，原居於歐洲，屬於斯拉夫人分支的羅斯人，開始橫越西伯利亞東來至黑龍江上游一帶，準備佔據當地。由於羅斯人抵達中國邊境時，最先與蒙古人與達斡爾人等接觸，這些民族於提及人名或地方名時，因语言中没有r打头的词汇，所以在前面加上元音「o」的發音，於是「羅斯」即變為「俄羅斯」。
日本漢字與朝鮮漢字則將俄羅斯稱為「露西亞」（日语： roshia */?，： noseoa */?），台灣的部分台語使用者也沿用日文的「露西亞」稱之，此譯名較為接近俄語原始發音。
旧时上海人将俄罗斯译为「罗宋」，因而有罗宋汤、罗宋人、罗宋面包等词。

## 历史
从国家和国际法律的角度来看，现代俄罗斯民族國家在1917年11月7日出现。1991年12月25日更名为“俄罗斯联邦”，通稱为“俄罗斯”、“俄聯邦”或“俄国”，是苏联和俄罗斯苏维埃联邦社会主义共和国的继承者。 
俄羅斯地域在旧石器时代已经有人类居住。862年诺曼人留里克受斯拉夫人的邀请来到诺夫哥罗德，建立第一个罗斯公国，留里克王朝始自于此。882年，诺夫哥罗德大公奥列格征服基辅，建立基辅罗斯公國，至12世紀中葉，以基輔為首都，東斯拉夫人為主體的早期國家。基辅罗斯起源于7世纪上半叶，根據史學史的觀點，基輔羅斯被認為是3個現代東斯拉夫人國家（白俄羅斯、俄羅斯及烏克蘭）的前身。弗拉基米尔一世·斯维亚托斯拉维奇和他的兒子雅羅斯拉夫統治的時期，被認為是基輔的黃金時期。當時他們接納了東正教，也創立了羅斯法典。基輔羅斯在公元13世紀被蒙古人建立的欽察汗國佔領。
中世纪后期俄罗斯人建立了莫斯科大公国并逐渐发展成为一个強大的國家，最終建立了俄罗斯沙皇国。从16世纪起开始向亚洲扩张，到17世紀中葉成為全球固有領土面積最大的國家。在历代部分精明的沙皇的领导下，以彼得大帝等君主，在18世纪开始西化改革，並到处扩张，最終稱帝建立俄罗斯帝国成为欧洲列強之一，然而沙皇統治日益腐敗，拒絕下放權力予資產階級，一人獨裁的政治，加上對外戰爭失敗與經濟不振，連底層人民也对沙皇现状日渐不满。随着第一次世界大战中俄国在军事上的惨败，1917年二月革命爆发，推翻俄罗斯帝国建立了俄國臨時政府。臨時政府繼續戰爭，緊接著的十月革命中被俄国社会民主工党 (布尔什维克)為首的激進左翼勢力推翻，建立了蘇維埃俄國，隨即爆發俄國內戰，最終布尔什维克領導的紅軍在內戰中獲勝，苏维埃社会主义共和国联盟亦就此成立，俄羅斯苏维埃聯邦社会主义共和国成為加盟共和國之一。在列寧和其后继者斯大林的领导下，蘇聯由一個農業國迅速工業化，並且實行農業集體化，第二次世界大战战胜纳粹德国后，成为冷战中的超级大国。1980年代晚期，苏联进行了多项激进的改革，然而高度集中的政治经济体制已病入膏肓，斯大林模式也逐渐僵化，最终于1991年解体。
1991年12月26日，俄罗斯苏维埃社会主义联邦共和国最高蘇維埃宣布俄罗斯苏维埃社会主义联邦共和国更名为俄罗斯联邦並成為主权国家。从此之后，俄罗斯联邦虽未具有如蘇聯、美國等超级大国的地位，但仍被国际承认是極具影响力的世界性大国，亦是世界第二军事强国。在1990年代，車臣分離主義者對俄國平民發動恐怖攻擊，俄國政府軍則兩度進入車臣（即第一次車臣戰爭、第二次車臣戰爭）。经济曾一度面临困境，政治方面也出现过宪政危机與普京任內的民主倒退，但就目前经济状况有了决定性的改善。2008年，俄軍入侵格魯吉亞以幫助其境內的分離主義勢力；之後又在2014年支持烏克蘭境內的分離主義勢力、並且於2022年對烏克蘭發動全面入侵，引發歐洲大陸自二戰以來最大規模的戰爭。

### 建国历史的变迁
| 国家政权                                     | 存在时间                                    | 首都                                              | 最高领导人职称     | 现任或末代统治者               | 备注 |
| 建国历史的变迁                               | 建国历史的变迁                              | 建国历史的变迁                                    | 建国历史的变迁     | 建国历史的变迁                 | 建国历史的变迁 |
| -------------------------------------------- | ------------------------------------------- | ------------------------------------------------- | ------------------ | ------------------------------ | --- |
| 基辅罗斯                                     | （古罗斯国家，862年－1240年）               | 基辅                                              | 基辅大公           | 亚历山大·雅罗斯拉维奇·涅夫斯基 | 1240年亡于蒙古帝国。 |
| 金帳汗国                                     | （1240年－1283年）                          | 薩萊                                              | 孛兒只斤           | 謝赫·阿合馬                    | 1283年獨立于金帳汗国。 |
| 莫斯科大公国                                 | （1283年－1547年）                          | 莫斯科                                            | 莫斯科大公         | 伊凡四世                       | 1547年，伊凡四世加冕为沙皇，头衔成为历史。 |
| 俄罗斯沙皇国                                 | （1547年1月16日－1721年1月22日）            | 莫斯科 （1547–1712） 圣彼得堡（1712–1721）        | 俄罗斯沙皇         | 彼得大帝                       | 1721年改国号为俄罗斯帝国，正式登基称帝。 |
| 俄罗斯帝国                                   | （1721年1月22日－1917年3月15日）            | 圣彼得堡(1721–1728；1730–1917) 莫斯科 (1728–1730) | 俄罗斯皇帝         | 尼古拉二世                     | 1917年爆发二月革命，尼古拉二世退位，俄罗斯帝国灭亡。俄国临时政府取而代之。                                                                            |
| 俄罗斯共和国                                 | （1917年3月15日－1917年11月7日）            | 彼得格勒                                          | 临时政府部长主席   | 亚历山大·费奥多罗维奇·克伦斯基 | 1917年11月，克倫斯基政府被布尔什维克发起的十月革命推翻。1918年1月19日，布爾什維克解散立憲會議。25日，正式成立俄羅斯蘇維埃共和國，共和國至此正式消亡。 |
| 俄罗斯苏维埃联邦社会主义共和国（苏维埃俄国） | 1917年11月7日成立，1922年－1991年属于苏联） | 莫斯科                                            | 苏俄人民委员会主席 | 弗拉基米尔·列宁                | 1922年同其他加盟共和国组成苏联后，主席由苏联總書記担任。1991年从苏联独立。                                                                            |
| 蘇維埃社會主義共和國聯盟                     | （1922年12月30日 - 1991年12月26日）         | 同上                                              | 苏共中央总书记     | 米哈伊尔·戈尔巴乔夫            | 行一党制至1990年改为总统制，1991年解体。 |
| 俄羅斯聯邦                                   | （1991年12月25日 - 至今）                   | 同上                                              | 俄罗斯联邦总统     | 弗拉基米尔·普京                | 现行政权。为联合国五常、独联体成员国。 |

## 政治

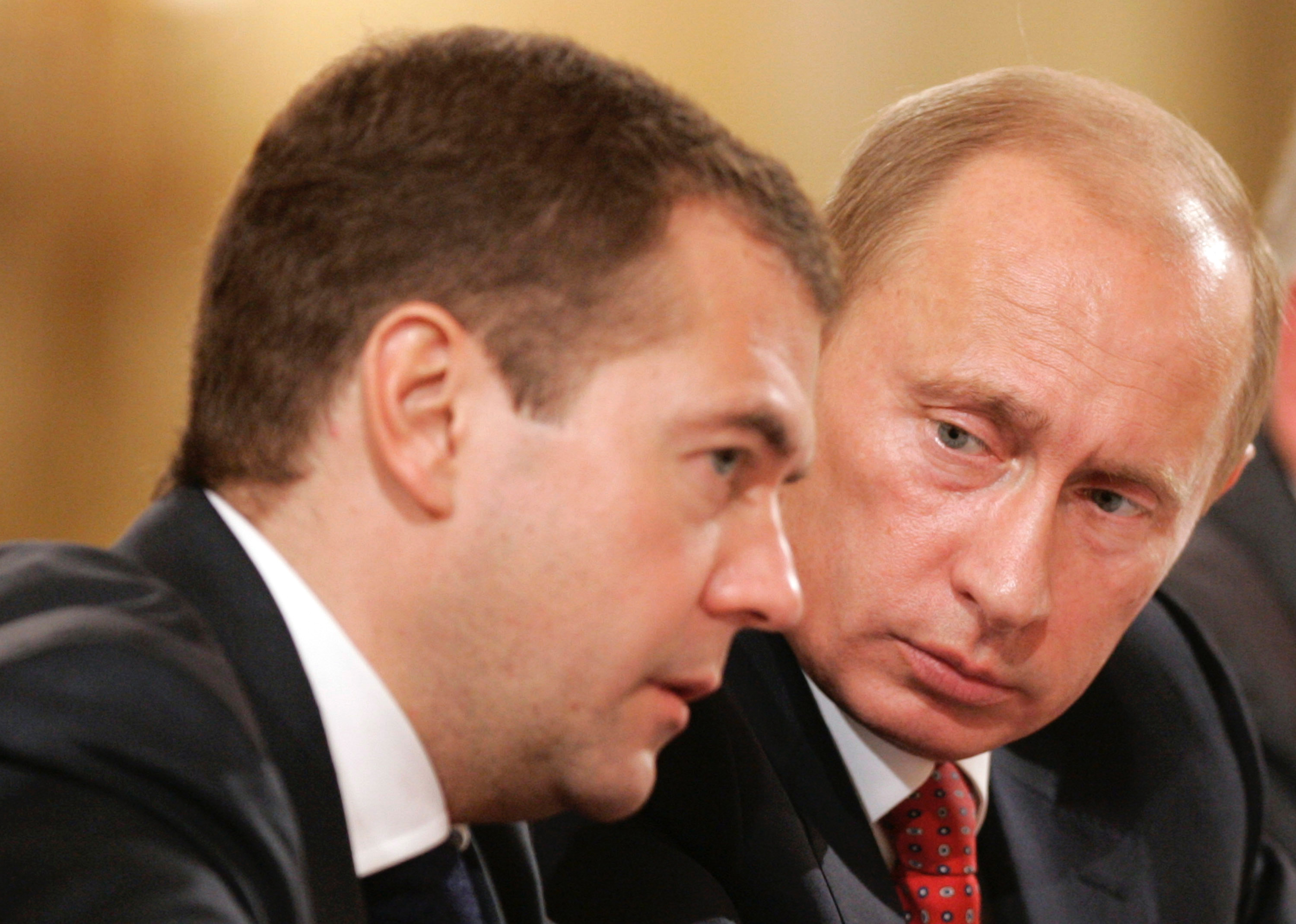
2008年至2012年領導人由前俄罗斯总理德米特里·梅德韦杰夫（左）和俄罗斯总统弗拉基米尔·普京（右）輪流執政

俄罗斯联邦实行的是联邦制及半總統制，以俄罗斯联邦宪法和法律为基础，根据立法、司法、行政三权分立又相互制约、相互平衡的原则行使职能。但近年來威權國家制度成型後，已經被視為不民主。
俄罗斯总统是国家元首，任期6年，可以連選連任一次, 由人民直接选舉产生。总统拥有相当大的行政权力，有权任命包括俄罗斯总理（正式名称为政府主席）在内的高级官员，但必须经国家杜马批准。总统同时也是俄罗斯联邦武装力量的最高统帅以及联邦安全会议的主席。并可以不经议会通过直接颁布法令。根據2020年憲法修正案，总统只得連任一次。
根据《俄罗斯联邦宪法》，俄罗斯联邦会议是俄罗斯联邦的代表与立法机关，採用兩院制，下議院稱國家杜馬（代表聯邦各主體），上議院稱聯邦委員會（代表聯邦）。
联邦委员会（上议院）由俄罗斯联邦诸联邦主体各派两名代表组成：一名来自国家代表权力机关，一名来自国家执行权力机关，主要的职能是批准联邦法律、联邦主体边界变更、总统关于战争状态和紧急状态的命令，决定境外驻军、总统选举及弹劾，中央同地方的关系问题等。
国家杜马（下议院）的职权是同意总统对总理的任命；决定对总统的信任问题；任免审计院主席及半数检查员；实行大赦；提出罢免俄罗斯联邦总统的指控；通过联邦法律。

### 聯邦行政部門
俄羅斯現有19個部門及其他與部同級的總局，其中有9個部門較為特殊，有重要權力的部門是由總統直接管轄，稱為強力部門，分別是：
- 聯邦內務部
- 聯邦外交部
- 聯邦國防部
- 聯邦司法部
- 聯邦民防、緊急情況及消除自然災害後果部（簡稱緊急情況部）
- 聯邦安全局
- 聯邦對外情報局
- 聯邦警衛局
- 國家近衛軍

其餘10個部則是直屬總理，分別是:
- 聯邦財政部
- 聯邦衛生部
- 聯邦區域發展部(已裁撤)
- 聯邦教育與科學部
- 聯邦工業與貿易部
- 聯邦農業部
- 聯邦文化部
- 聯邦交通運輸與通訊部
- 聯邦自然資源與環境保護部
- 聯邦能源部

## 行政区划
俄罗斯联邦目前由89个不同的联邦主体组成：

俄罗斯联邦的一級行政區（联邦主体）

- 24个享有较大自由的自治共和国，这些共和国往往是少数民族聚居区，但其中克里米亚共和国、卢甘斯克人民共和国及頓涅茨克人民共和國未被国际普遍承认为俄罗斯领土。
- 48个州，但其中扎波罗热州及赫尔松州未被国际普遍承认为俄罗斯领土。
- 9个边疆区
- 4个自治区
- 1个自治州—犹太自治州
- 3个联邦直辖市—莫斯科、圣彼得堡及塞瓦斯托波爾，但其中的塞瓦斯托波爾未被国际普遍承认为俄罗斯领土。

2000年5月13日，普京签发命令决定按地域原则在俄罗斯建立7个联邦管区（中央联邦管区、西北联邦管区、南部联邦管区、伏爾加聯邦管區、乌拉尔联邦管区、西伯利亚联邦管区、远东联邦管区）。
2010年1月19日，梅德韦杰夫签发命令决定自南部联邦管区内分立出一个新的联邦管区--北高加索联邦管区。
2014年3月21日，普京簽發命令决定在克里米亞半島增設一個新的聯邦管區--克里米亞聯邦管區。至此俄罗斯的联邦管区达至9个，分别为中央联邦管区、西北联邦管区、南部联邦管区、北高加索联邦管区、伏爾加聯邦管區、乌拉尔联邦管区、西伯利亚联邦管区、远东联邦管区及克里米亞聯邦管區。
2016年7月28日，俄羅斯總統普京簽署命令，南部聯邦管區和克里米亞聯邦管區合併為新的南部聯邦管區。聯邦管區減至8個（中央联邦管区、西北联邦管区、南部联邦管区、伏爾加聯邦管區、乌拉尔联邦管区、西伯利亚联邦管区、远东联邦管区、北高加索联邦管区）。
2018年11月，普京签署总统令，将布里亚特共和国、后贝加尔边疆区划归远东联邦区，不再属于西伯利亚联邦区。 

### 主要城市

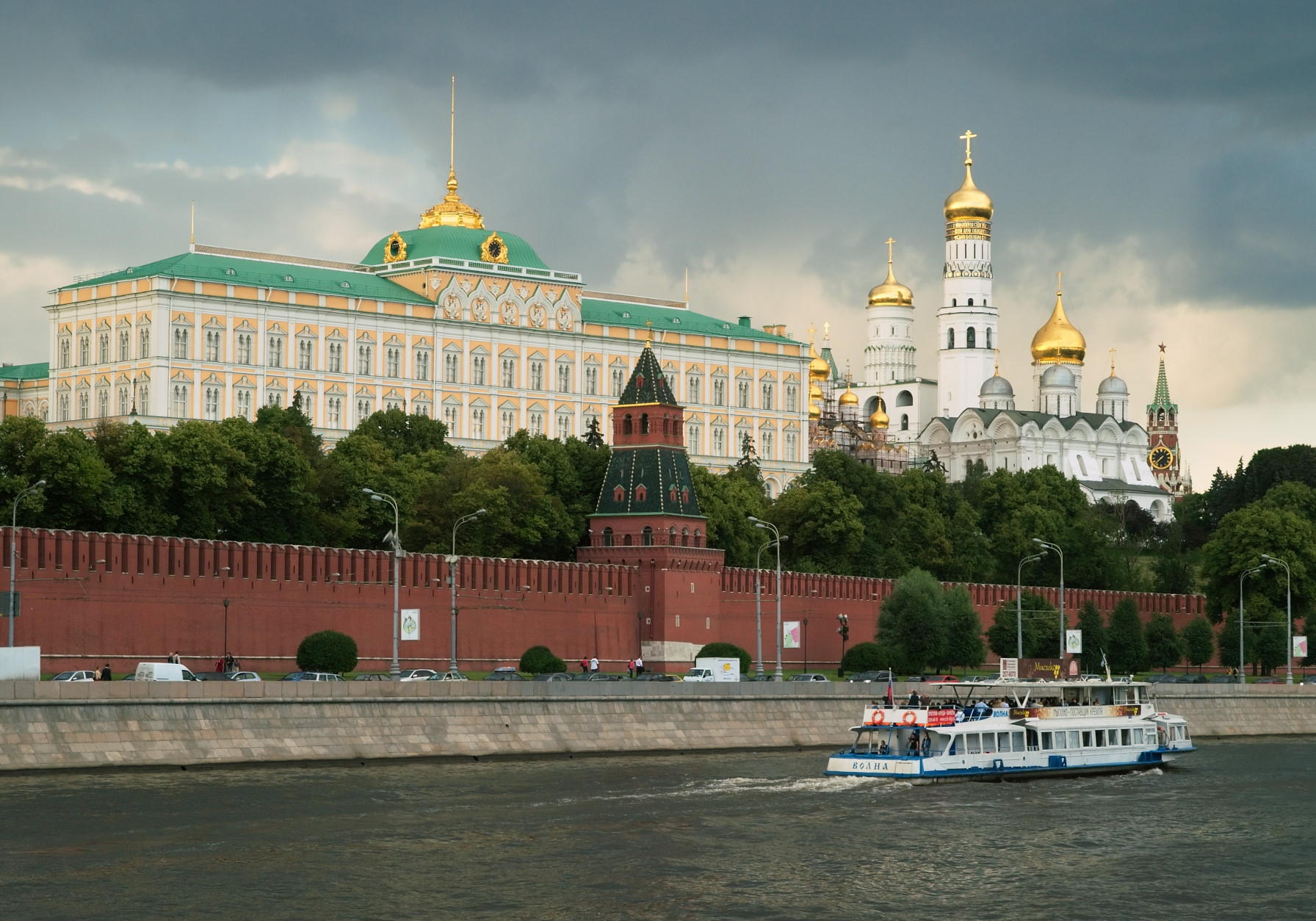
首都莫斯科

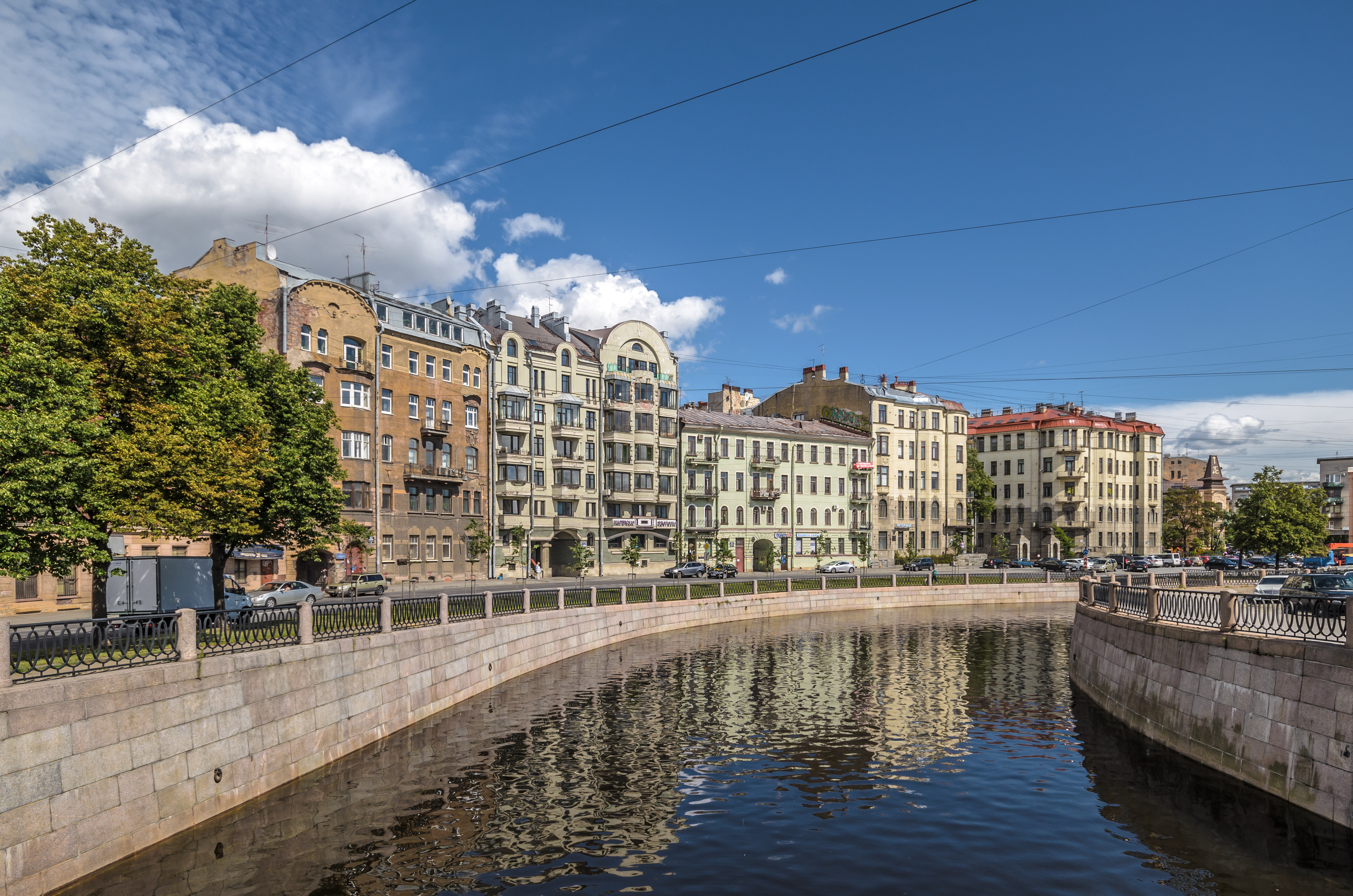
圣彼得堡街景

- 莫斯科，俄罗斯联邦首都，全國政治、经济、科学文化及交通中心，同时也是俄联邦主体中莫斯科州的首府。整个莫斯科人口达到了14,612,602（市区人口：10,472,629），是欧洲人口最多的城市，占据了整个俄罗斯人口的1/10。莫斯科面积1,081平方公里，市区东西长30公里，南北长40公里。建城于1147年，迄今已有800余年的历史。此外在苏联时期，莫斯科是1980年奥运会的主办城市。
- 聖彼得堡，位于俄罗斯西北部，芬蘭灣沿岸，始建於1703年。聖彼得堡與莫斯科同為俄罗斯联邦直辖市，同时它也是俄联邦主体中列宁格勒州的首府、俄羅斯最大海港城市和仅次于莫斯科的第二大城市。
- 伏尔加格勒，位於伏爾加河沿岸，始建于1589年，1925年4月10日改称斯大林格勒，1961年改称伏尔加格勒，是俄罗斯南部伏尔加格勒州的首府。
- 葉卡捷琳堡，位於烏拉爾山東麓，1723年建城。現在是烏拉爾聯邦區中心城市和斯維爾德洛夫斯克州首府。該城歷來都是俄羅斯重要的工業中心，也是烏拉爾地區最大城市。
- 新西伯利亞，位於鄂畢河畔，1893年建城，是新西伯利亞州首府和俄羅斯人口第三大城市，也是俄羅斯著名的科學城。

### 領土爭端
现俄罗斯主要的领土争端之一为南千岛群岛（日本方面称北方四岛）。第二次世界大战结束后，日本无条件投降，苏联根據雅爾達協議取得千岛群岛，苏联解体后由俄罗斯接管。日本一直向俄罗斯交涉並要求归还南千岛群岛，目前仍在談判中。領土的爭議使日本和俄罗斯自戰後一直沒有簽署正式的和平協議。
2014年，乌克兰进行广场革命后，俄罗斯入侵并吞并了乌克兰的克里米亚半岛。吞并未获得国际承认，联合国大会通过第68/262号决议，申明“乌克兰在其国际公认边界内的领土完整”，同时特别指出克里米亚公投“一概无效，不能成为改变克里米亚自治共和国或塞瓦斯托波尔市地位的基础”。
2022年9月27日，普京宣布吞并乌克兰顿涅茨克州、赫尔松州、卢甘斯克州和扎波罗热州，約為烏克蘭15%的国土，成为自二战以来欧洲最大规模的领土侵占企图。此举同样未获国际承认并被联合国谴责。

## 地理
俄罗斯联邦跨越了欧亚大陆的北部大部分地区，地势及气候变化多端。全境大部分地区属于平原，特别是欧洲部分以及亚洲的西伯利亚地区。南部平原大部分是寬廣草原，而北部平原则大部分是森林地区。山脉多集中在東部太平洋沿岸及南部边境，例如大高加索山脉和萨彦-贝加尔山脉。比较中央的乌拉尔山脉雖是欧洲和亚洲的主要分界线，但因屬於古褶曲山，山勢低矮，地形起伏不大。
俄罗斯联邦拥有绵延37,653公里的海岸线，西、北、東三面分別為大西洋、北冰洋和太平洋或其陸緣海及海灣所包圍：
- 大西洋所屬陸緣海及海灣（由北向南）：芬蘭灣、波羅的海、亞速海、黑海
- 北冰洋所屬陸緣海（自西向東）：巴倫支海、白海、喀拉海、拉普捷夫海、東西伯利亞海、楚科奇海
- 太平洋所屬陸緣海（由北向南）：白令海、鄂霍次克海、日本海

很多条大河流经平原到达海洋。主要的河流包括伏尔加河、鄂毕河、叶尼塞河、勒拿河以及阿穆尔河（即黑龙江）。主要湖泊有贝加尔湖、拉多加湖和奥涅加湖等。

### 气候
俄罗斯位于欧洲东部和亚洲北部，大部分地区处于北温带和北寒帶，气候多样，以大陆性气候为主。温差普遍较大，1月平均温度为5度攝氏到負50攝氏（全世界有記錄以來最低的溫度之一），7月平均温度为0攝氏到27攝氏。年降水量平均为150~1000毫米。 
从西到东大陆性气候逐渐加强，冬季严寒漫长；各地气候差异明显：东欧平原西部气候较温和，属于温带大陆性湿润气候；西伯利亚地区冬季非常寒冷，大部分属于亚寒带针叶林气候。北冰洋沿岸属极地苔原气候，太平洋沿岸属季风气候。
从北到南依次为极地荒漠、苔原、森林苔原、森林、森林草原、草原带和半荒漠带。

## 经济

图为俄罗斯2014年的出口产品结构，大部分为石油、天然气、铝、煤、镍、铁等能源及矿产资源，另外一重要部分為燃气轮机、核設施等重工業產品

苏联解体后的俄罗斯国民生产总值（PPP）

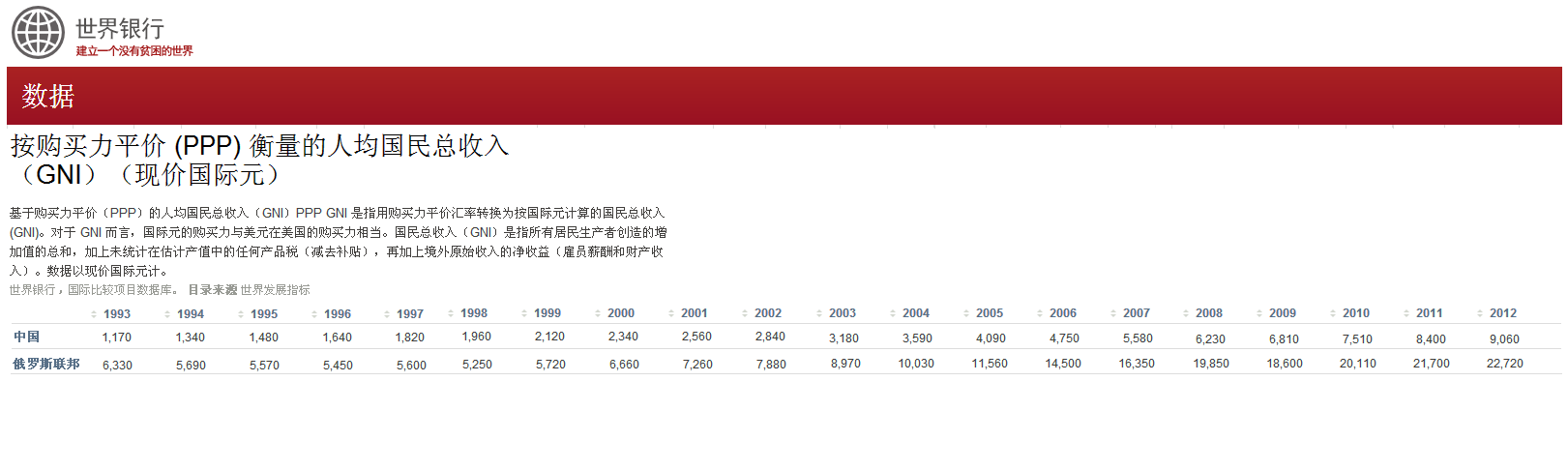
世界银行20年来中俄人均GDP（PPP）比较数据

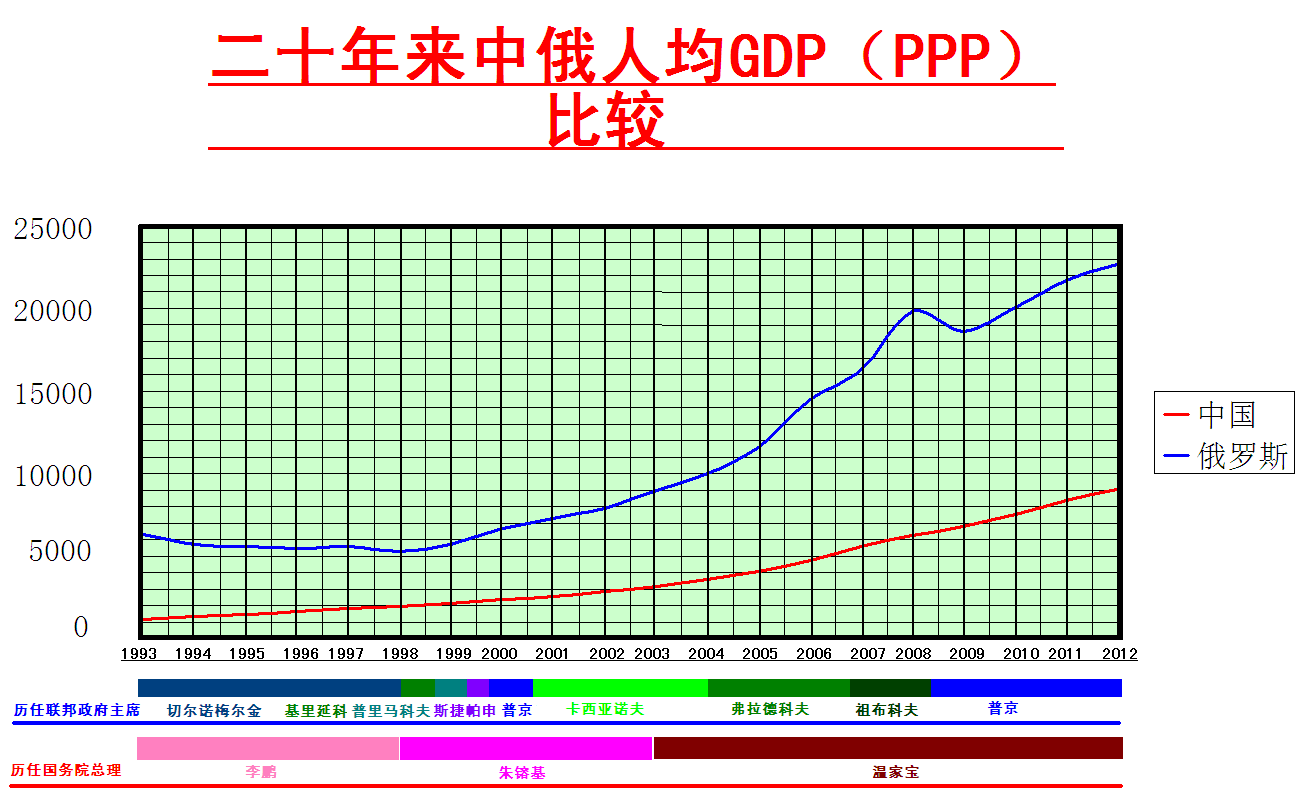
世界银行20年来中俄人均GDP（PPP）比较图表

俄羅斯经济繼承了大部份的蘇維埃社會主義經濟，但在1990年代初期經歷了一段時間的衰退。
俄罗斯联邦的行政和立法机构也意识到，国家的工业基础以及进一步的改革面临了严重的问题，在叶利钦执政期间，俄罗斯联邦的经济在苏联解体后连续5年下滑。尽管如此，俄罗斯的经济还是相对快速的从世界最大的中央计划经济转型到市场经济。1997年俄罗斯联邦经济有所复苏。1998年的财政危机导致了当年8月卢布的贬值，债务的加剧以及人民生活水平的严重下滑。但是在1999年至2001年年间，凭借着较高的石油价格和疲软的卢布，俄罗斯联邦的经济再度复苏，平均每年增长6%。2006年底，俄罗斯完成了持续八年的增长，从1998年的金融危机开始年均6.7%的增长率，尽管其间人口呈高负增长。
这次的复苏，加上新政府对國家經濟进行的改革，已经提升了投资者对俄罗斯联邦的信心。另一方面俄罗斯联邦依然十分倚赖天然资源的出口，特别是占总出口80%的石油、天然气、金属以及木材。目前俄羅斯已成為全球最大的天然氣出口國及OPEC以外最大的原油輸出國。
2005年底，俄罗斯国民生产总值由1999年的1570亿美元恢复增长到约7500亿美元，2012年高達2.1万亿美元，黄金外汇储备由1998年底的不足100亿美元增长到1822亿美元。直至2006年底更已突破了2800億美元儲蓄大關，成為世界上擁有最多外匯儲蓄的國家之一。
2014年克里米亚危机爆发，美国和欧盟对俄罗斯实施严厉的金融制裁，美国和沙特阿拉伯也联手打压国际油价，导致俄罗斯经济于2015年出现负增长，虽然在2016年俄罗斯经济恢复增长，但增长乏力，俄罗斯的失业率和通胀率也一直居高不下。

### 交通运输

#### 综述
俄罗斯的交通以铁路和航空为主，且运量庞大。因其欧洲部分为国家的主体，且东部欠发达、人口稀疏，故交通线呈现出西部稠密，中东部稀疏的鲜明格局。辽阔的国土使俄罗斯成为世界上的交通运输大国，其道路总长度和运输量居世界前列。

#### 高速公路
俄罗斯国土辽阔，且经济水平不高，故高速公路没有成为核心运输方式，但欧洲部分高速公路稠密，运输量庞大。

#### 铁路
对于俄罗斯这样拥有辽阔国土的国家，铁路显得尤为重要。俄铁路总长度居世界第二位，亦是铁路运输量最大的国家之一。电气化铁路长度曾长期居世界首位，直到2012年才被中国超越。其第二大城市圣彼得堡与太平洋西岸港口苏维埃港间的铁路为世界上最长的铁路线。欧洲部分铁路网十分稠密，莫斯科为欧洲最主要的铁路枢纽之一。

#### 水运
俄罗斯河湖众多，但不富水运。注入里海的伏尔加河是世界上长度最长、流量最大的内流河，其为俄最主要的内河航道。尽管俄罗斯的海岸线居世界第二位，但因其海洋纬度较高、封冻期较长，故只在大西洋和太平洋沿岸拥有较大港口。近些年随着全球变暖的加剧，北冰洋海冰渐渐融化，这使得北冰洋沿岸港口地位日趋重要。俄罗斯的主要港口有：圣彼得堡（俄罗斯第一大港口，欧洲主要港口）、加里宁格勒、摩尔曼斯克、符拉迪沃斯托克、苏维埃港、哈巴罗夫斯克（俄罗斯著名河港，位于乌苏里江与黑龙江交汇处）。位于莫斯科河畔的首都莫斯科因莫斯科运河、伏尔加-顿河运河的开凿可抵达白海、波罗的海、亚速海、黑海、里海，因而有“五海之港”的美誉。

#### 航空
随着经济的发展，航空成为国土辽阔的俄罗斯的重要交通方式。首都莫斯科为世界主要航空港。俄罗斯的主要机场有：谢列梅杰沃２号国际机场、谢列梅杰沃１号国际机场、伏努科沃１号国际机场、多莫杰多沃机场、圣彼得堡国际机场、下诺夫哥罗德机场、新西伯利亚机场、叶卡捷琳堡机场，哈巴罗夫斯克机场等。

## 人口

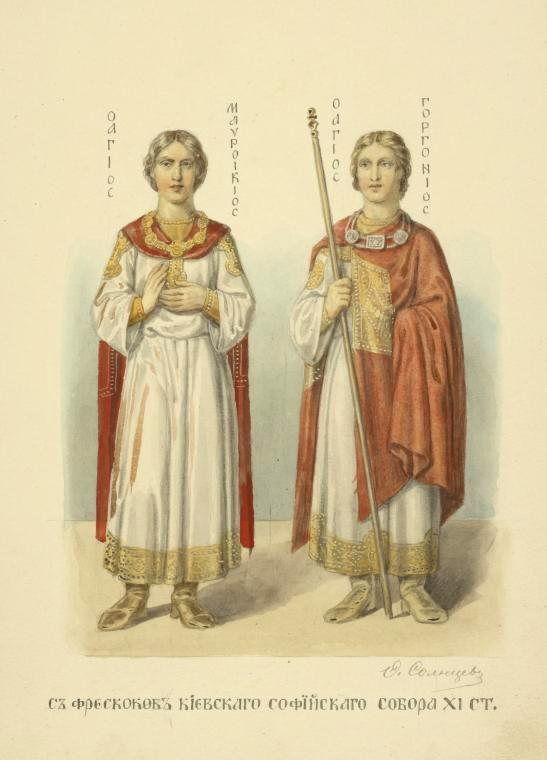
古代俄国人的日常装束

俄罗斯2014年人口為1.44亿。虽然政府对生育家庭给予补贴，但由于担心住房、医疗和教育等问题，大部分俄罗斯家庭选择只生一个孩子。由于俄罗斯联邦广阔的幅员，所以人口密度较低；大部分人口主要聚积在俄罗斯联邦的欧洲部分，乌拉尔山脉地区以及西伯利亚的东南部。俄罗斯联邦内也有许多民族，俄罗斯人占总人口77%，其余的民族为鞑靼人、楚瓦什人、巴什基尔人、车臣人、莫尔多瓦人等120多个少数民族。最大的少数民族是韃靼人（3.8%），以下依次为楚瓦什人（1.2%）、巴什基尔人（1.1%）、车臣人（0.8%）、莫尔多瓦人（0.7%）、乌德穆尔特人（0.4%）、马里人（0.4%）、阿瓦尔人（0.3%）等。

### 語言

世界上使用俄語的地區

俄语是俄罗斯唯一官方语言，也是斯拉夫语族中使用人数最多之语言，属于斯拉夫语族东斯拉夫语支，主要在俄罗斯、前苏联其它成员国使用，在华沙条约成员国中，曾被学校作为第一外语教学。苏联时期，俄语在其加盟共和国中极受推崇。虽然很多前苏联加盟共和国今日多重视自己语言，俄语仍于这些地区被广泛使用，尤其使用于这些国家之间的交流。

### 宗教

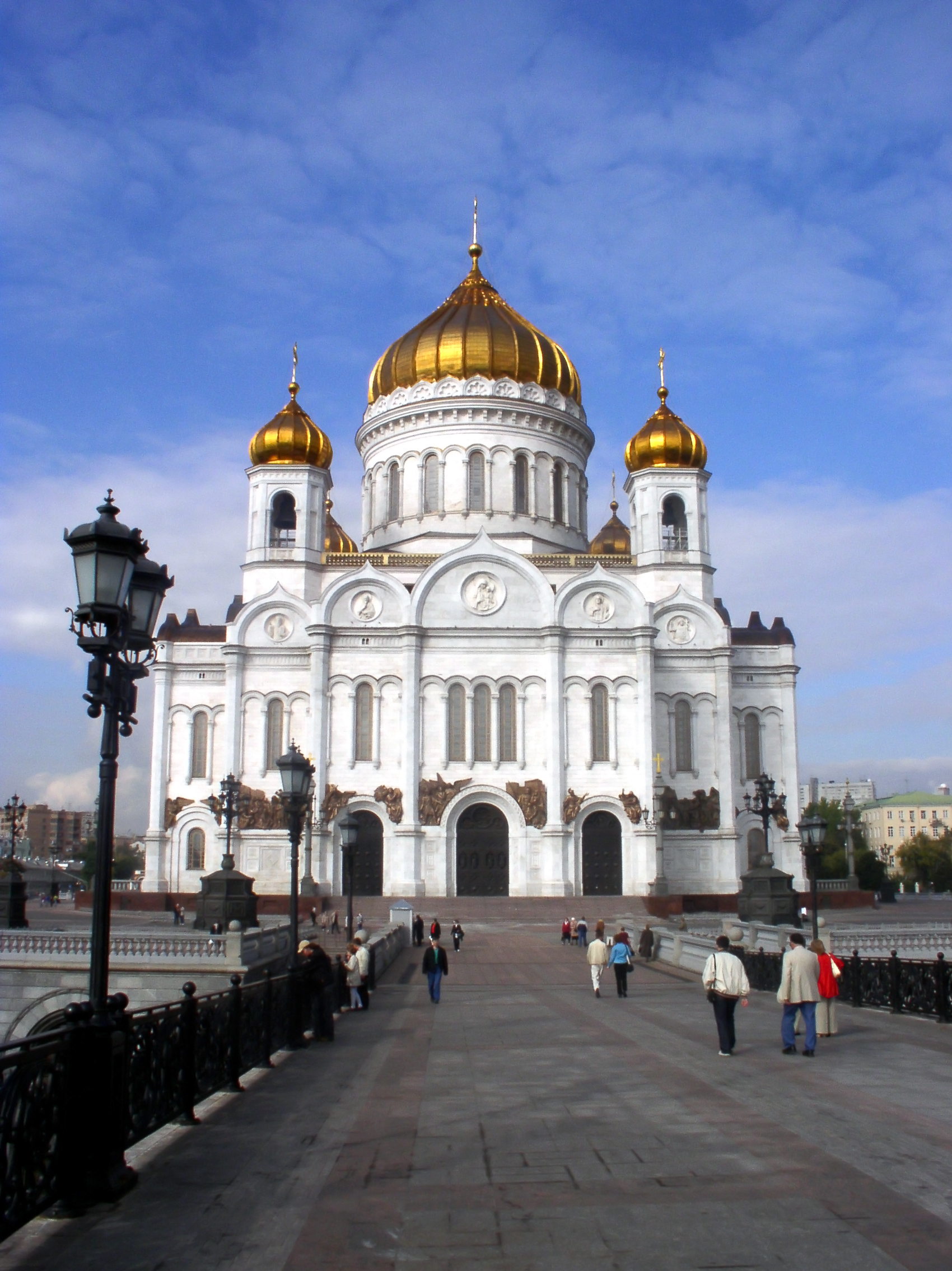
救世主大教堂，莫斯科和全俄罗斯大牧首的座堂

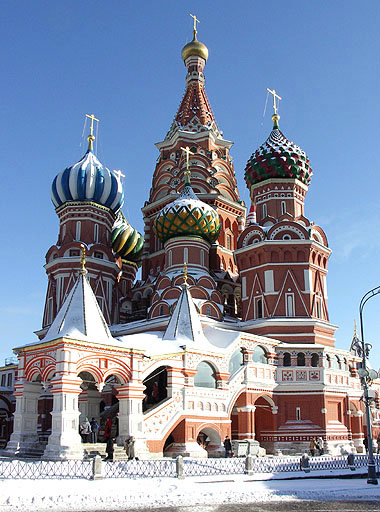
聖瓦西里主教座堂，莫斯科红场旁的世界文化遗产

俄羅斯宗教中，因俄羅斯憲法保障宗教自由，不設國教，民眾各自有信仰，其主要宗教包括了基督宗教（主要為東正教，少數為天主教、新教等）、伊斯兰教和佛教等。根據2012年的調查，俄國人口中共有基督徒48.3%（俄羅斯正教會信徒佔人口41%，其他東正教教派1.5%，無宗派基督徒4.1%，天主教、新教與其他宗派基督徒1.7%），無信仰或不明確宗教信仰38%（無固定信仰或不可知主義者25%，無神論13%），伊斯蘭教6.5%，薩滿、騰格里與民間信仰1.2%，藏傳佛教0.5%，不表態5.5%。
俄罗斯正教会，又称“莫斯科宗主教区”。是世界上规模最大的正教会自主教会。在东正教各自治教会的排名中仅次于君士坦丁堡、亚历山大、安条克及耶路撒冷四大古教会。列第五。俄罗斯正教会下还有白俄罗斯正教会、乌克兰正教会 （莫斯科宗主教圣统）、中国正教会、日本正教会等。公元988年的罗斯受洗普遍被视为罗斯正教会的开端。君士坦丁堡普世牧首其后管辖了罗斯教会六个世纪。基辅及全罗斯都主教的职位处于普世牧首的管辖下直到1686年。蘇聯解體後，东正教重新在俄罗斯联邦内獲得主要地位，其最高权力属于主教公会。公会根据需要召开，由全体主教参加；在公会休会期间，则由莫斯科和全俄罗斯牧首领导，宗座设在莫斯科，2009年2月起，这一职位由基里尔一世担任。
2016年2月12日，基里尔一世代表俄罗斯正教会访问古巴，期间在何塞·马蒂国际机场与天主教会教宗方济各会面。双方签署联合声明，呼吁各方合力对付恐怖主义和迫害基督徒的行为。同年，俄罗斯正教会与塞尔维亚正教会、格鲁吉亚正教会共同抵制了君士坦丁堡牧首发起的大公会议。
多數南俄的突厥語族与北高加索人信仰伊斯蘭教。1.44億俄罗斯公民中，大约940万公民是伊斯兰教的穆斯林，占全國人口總人數6.5%。

## 文化
俄罗斯文化是指俄罗斯族及其余生活在俄罗斯帝国、前苏联及近现代俄罗斯境内各民族的文化。

### 文学

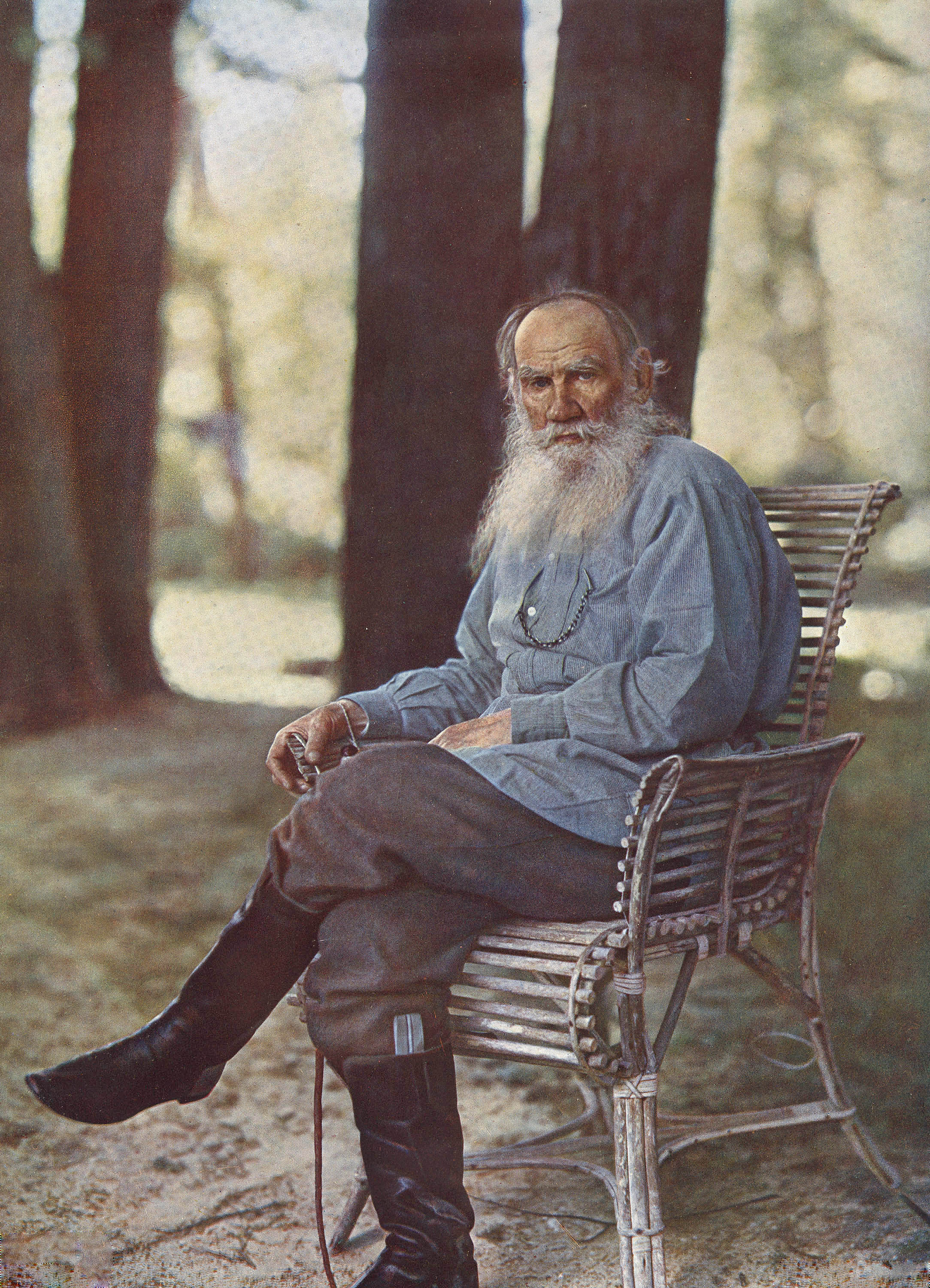
俄国大作家列夫·托尔斯泰

俄国文学这一概念在广义上指所有俄语国家的文学，不仅包括俄罗斯，也包括前苏联诸加盟共和国的文学。在苏联解体后，这一概念的范围缩小，仅指俄罗斯一国的文学。由于俄罗斯的文化疆界在历史上的多变和不确定性、俄语发展过程中的种种政治因素，“俄国文学”这一概念的界定仍存在很多争议和含混。

### 電影攝影
3部蘇聯和1部俄羅斯電影得到奥斯卡金像奖：战争与和平 (电影系列)（1967年，導演谢尔盖·邦达尔丘克）、德蘇烏扎拉（1976年，導演黑澤明）、莫斯科不相信眼泪（1980年，導演弗拉基米尔·缅绍夫）和毒太阳（1994年，導演尼基塔·米哈尔科夫）。電影雁南飞（導演米哈伊尔·卡拉托佐夫）在1958年戛纳电影节獲得金棕榈奖。

### 影音
影音藝術在現代俄羅斯非常流行。俄羅斯動畫電視劇瑪莎與熊中最受歡迎的一集有超過30億次观看。俄罗斯特別受歡迎的節目有+100500和片頻评论道BadComedian等。 許多俄羅斯電影預告片获得了Golden Trailer Awards（金预告片奖）。俄羅斯工業詩歌的創始人尼古拉·库尔巴托夫 （Nikolai Kurbatov）的預告片被上傳到大型YouTube頻道並進入了俄罗斯記錄簿 （页面存档备份，存于） 。

### 教育

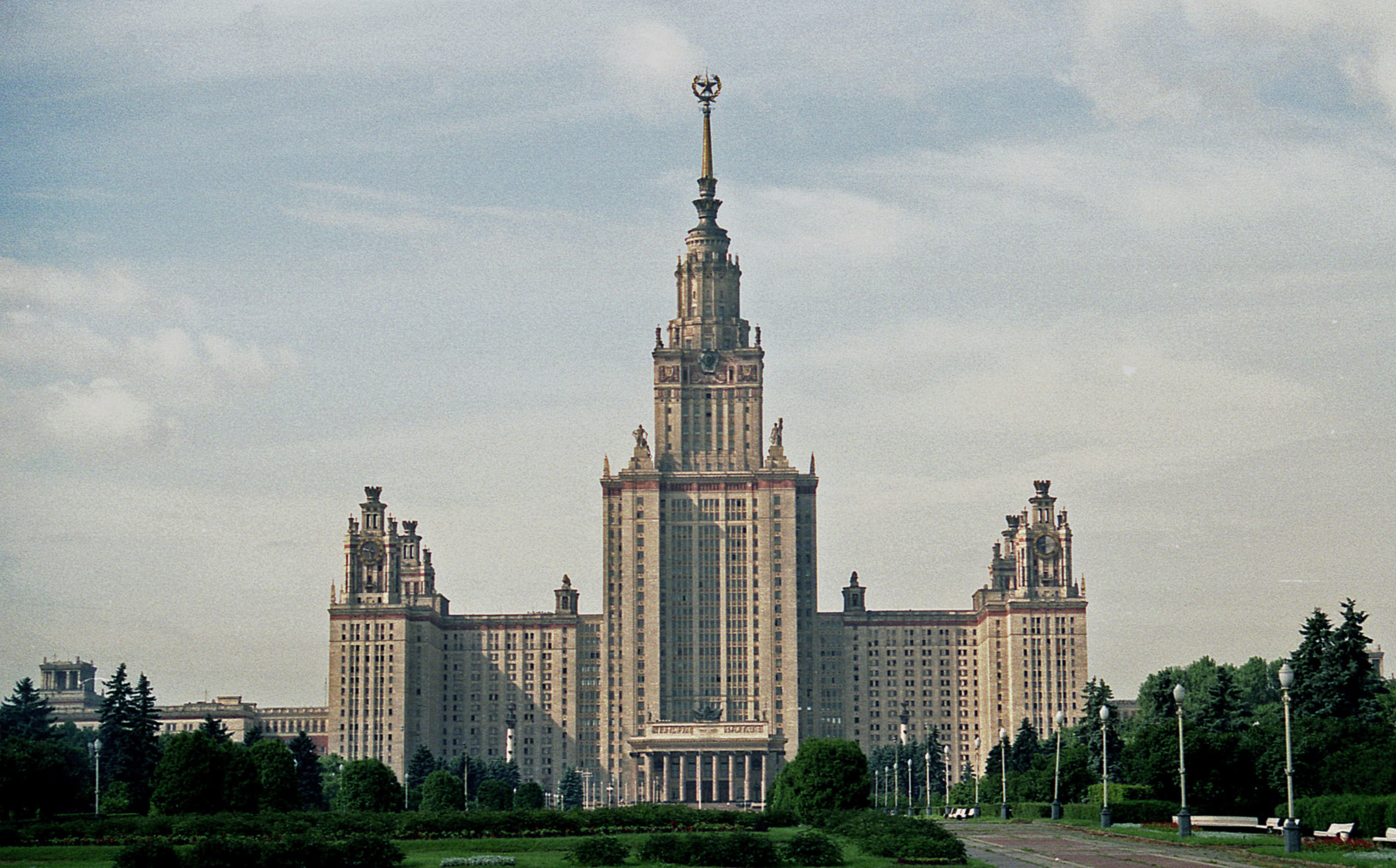
莫斯科国立大学校景

俄羅斯教育行政制度可分為聯邦與地方，實施中央集權的教育行政制度，各級教育組織的職權如下：
聯邦普通暨職業教育部：成立於1996年，為俄羅斯最高層級的行政機關。主要職權有：
1. 負責教育政策的擬定與執行。
2. 視察普通中等教育、學前教育之教育科學發展和協調聯邦其他單位問題。
3. 設計與批准出版標準的課程、課程綱要、研究教具、教科書與方法手冊。
4. 參與教育科學文化組織及國際教育局的調查工作。
5. 與科學院合作對國家的學前教育、初等教育與中等教育人數的推估。

州教育局：
1. 直接管理所屬各級教育機構。
2. 保證公民合法的受教權。

### 体育

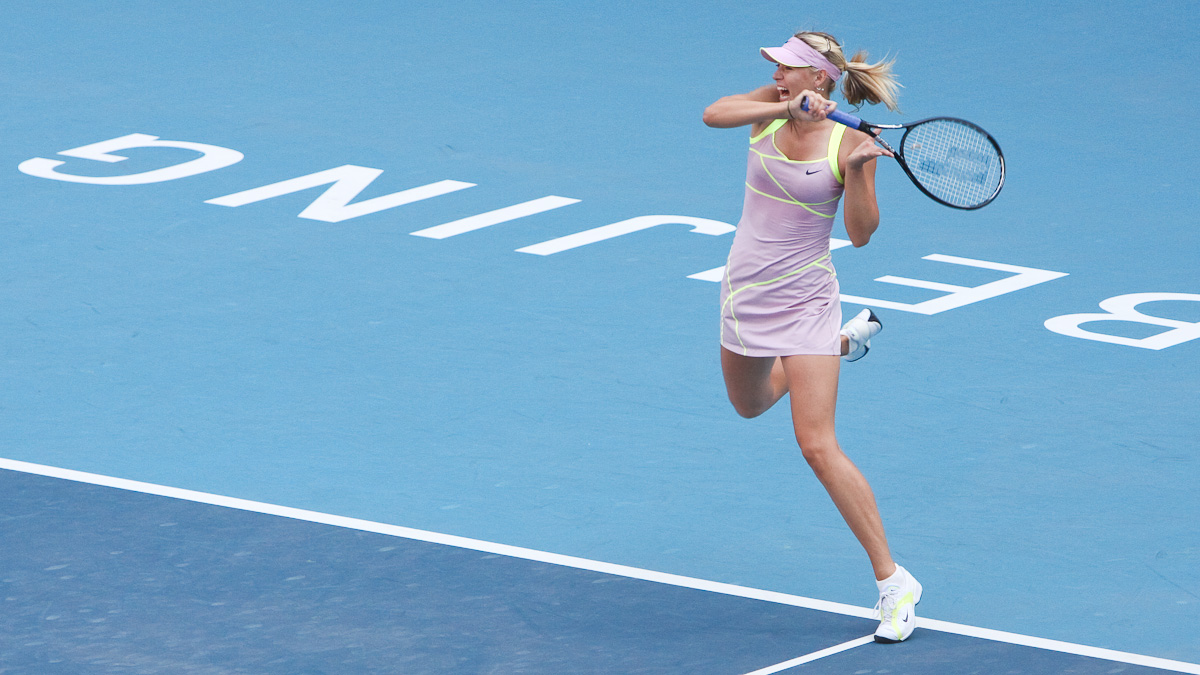
俄罗斯著名女子网球运动员莎拉波娃

足球、冰球和網球是俄羅斯最受普羅大眾歡迎的運動，國內的足球超級聯賽和冰球聯賽是最受歡迎的兩個體育聯盟。
此外俄羅斯亦是奧運百年歷史上的一個最為重要的奪金強國之一；蘇聯與美國在體育方面曾展開激烈的競爭。俄羅斯的奧運傳統優勢項目包括體操、藝術體操、蹦床、擊劍、射擊、花樣游泳、舉重、排球、壘球、賽艇等。由於俄羅斯大部份領土地處高緯度，拥有得天獨厚的冬季奧運會項目的訓練場以及比賽場地，在滑雪，花樣滑冰等項目上亦表現上佳。
近些年来涌现的优秀选手中，体操“冰美人”霍尔金娜、体操王子涅莫夫、艺术体操选手卡巴耶娃、击剑选手卡其莫娃、举重名将皮萨列夫斯基等，成绩突出，在奥运会上具有夺得奖牌甚至金牌的实力。苏联解体后，有一些优秀运动员将代表前苏联其他加盟共和国参加奥运会，另外一些运动员加入了美国或澳大利亚国籍，此外也有部份花樣游泳和藝術體操成員於奪冠後轉往其他行業工作或出國進修。但这似乎对俄罗斯队的整体实力並没有太大影响。
十月革命后由于政治原因，苏联第一次派队参加夏季奥林匹克运动会是在1952年。从那时起，除1984年以外，蘇聯隊和後來的俄罗斯队参加了历届奥运会的绝大部分项目，并且成为和美国不相上下的奖牌大国。
1980年，莫斯科舉辦夏季奧林匹克運動會，由於蘇聯入侵阿富汗而遭到聯合抵制。2014年，索契舉辦冬奧會。2018年世界杯足球賽也在俄羅斯舉行。
俄羅斯亦是國際象棋的強國，世界國際象棋權威加里·基莫維奇·卡斯帕羅夫和阿纳托利·叶夫根耶维奇·卡尔波夫就誕生於蘇聯时期的俄羅斯。

## 军事

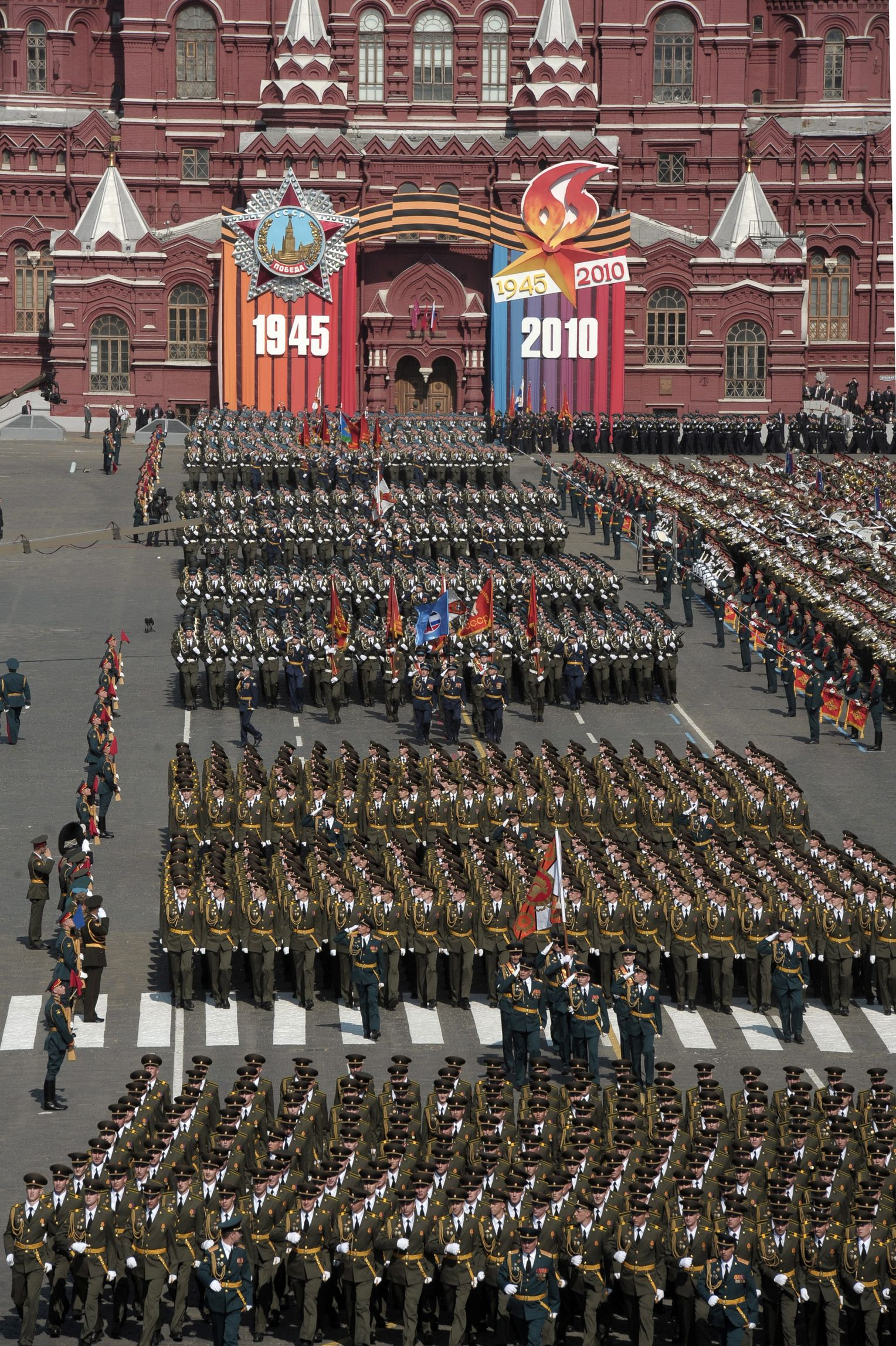
2010年莫斯科紅場胜利日閱兵儀式

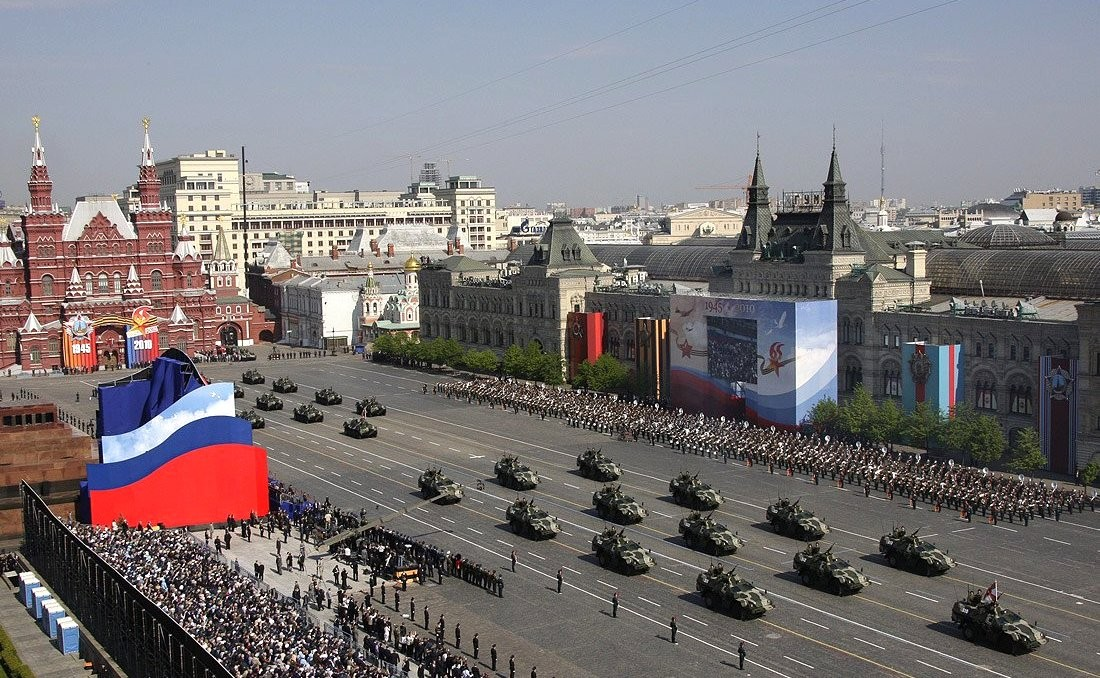
2010年閱兵儀式上的坦克編隊

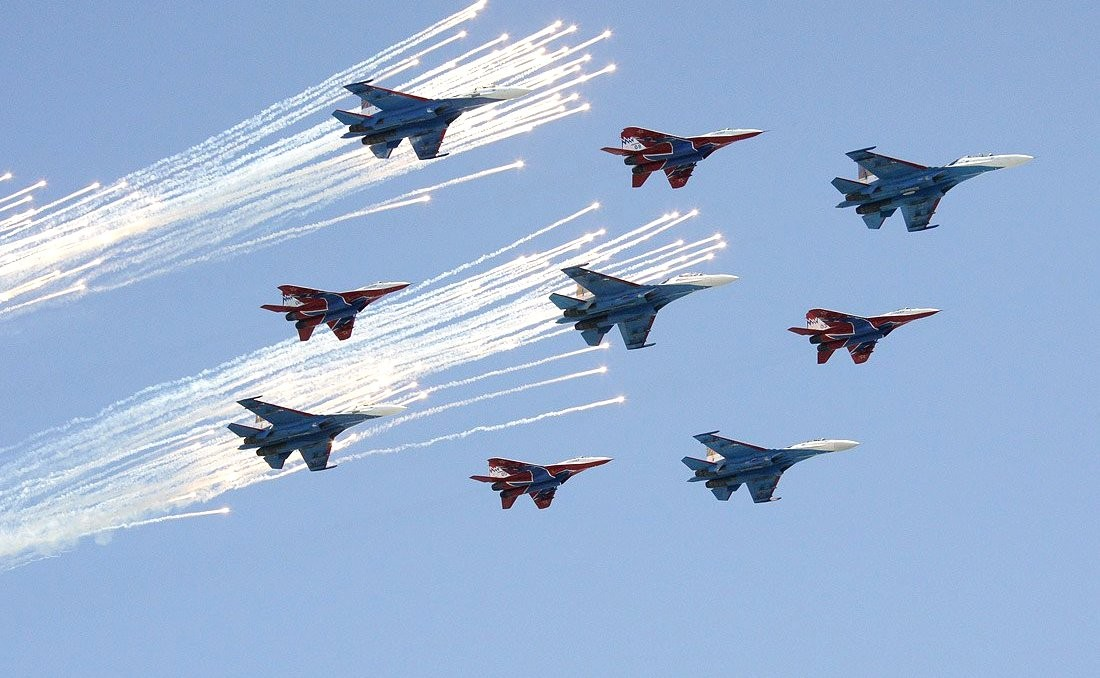
2010年閱兵儀式上的俄罗斯空軍編隊

俄罗斯是传统军事强国。沙皇俄国时期强调發展軍力。苏联时期军事水平达致巅峰，現今成为世界军事强国。
1992年5月7日，当时俄罗斯总统叶利钦签署建立俄罗斯联邦国防部的命令，并接管一切俄罗斯联邦境内之前苏联军队，全称为“俄罗斯联邦武装力量”的俄军正式成立。汉语俗称“俄罗斯军队”或“俄军”。俄罗斯军队的最高指挥官或称武装力量最高统帅为俄罗斯联邦总统。俄军军衔继承苏联军衔，但删除以下军衔：苏联大元帅、军兵种主帅、军兵种元帅、海军元帅。
俄军分為4個軍種和2个兵種：
- 陸軍
- 海軍
- 空軍
- 戰略火箭軍
- 空降軍
- 邊防軍

俄羅斯有全世界规模最庞大的核武器库，根据其官方在2005年宣布的结果，核弹头数量为8547枚。苏联解体之后，俄罗斯军队继承了苏军的80％军事力量。

## 外交

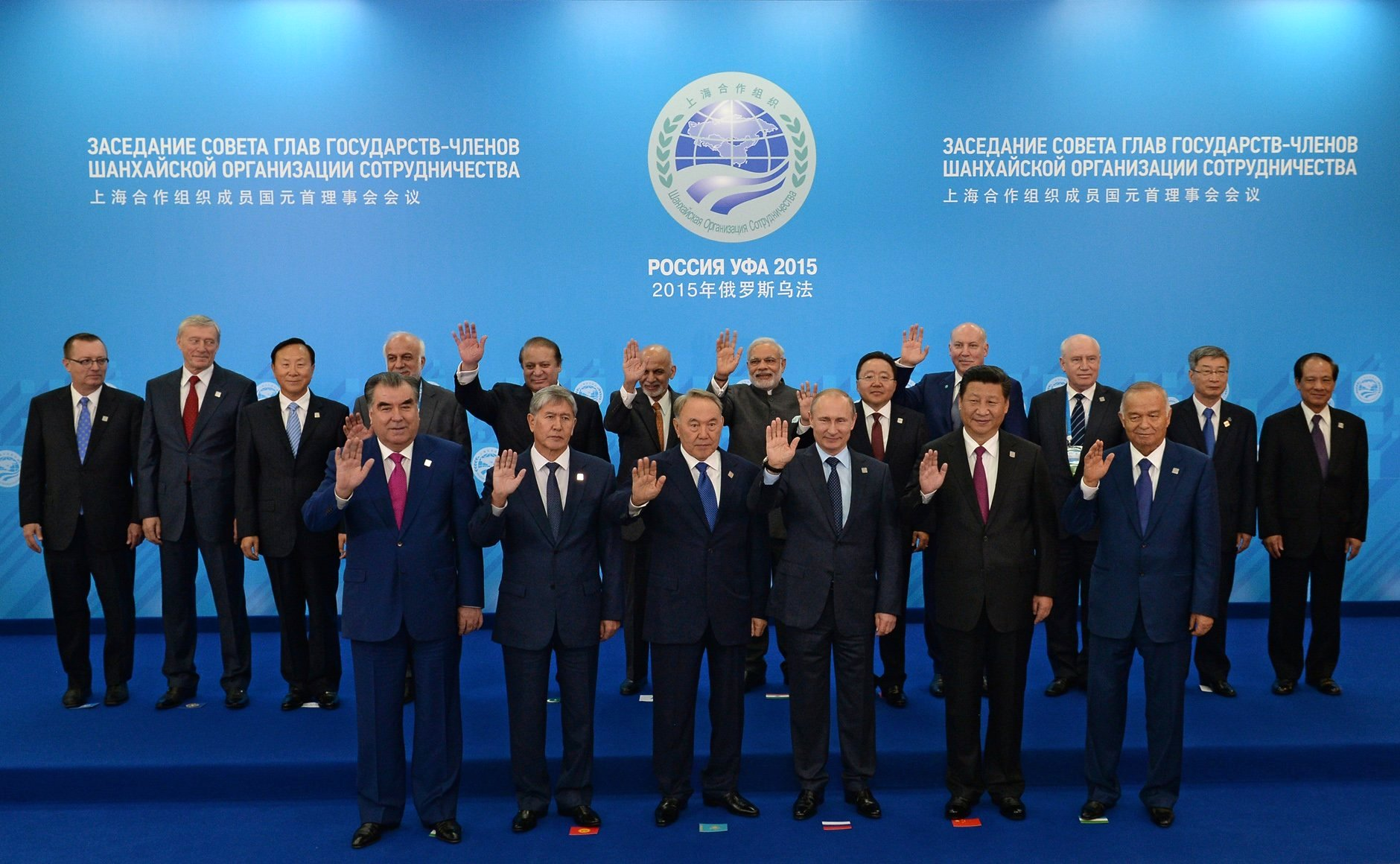
2015年召开的上海合作组织首脑会议

俄羅斯國土廣大，除政治中心城市信仰東正教人口較多，大部份區域的宗教活動其實是多元的。但蘇聯時期的嚴格打壓，導致俄羅斯與多個鄰國目前關係惡化，例如與伊斯蘭關係仍待彌補。即便如此，多數舊蘇聯成員國仍同意成為早期獨立國協成員，但這項意識隨著時間明顯消逝，各成員國甚至國際社會已經數年不曾提及國協協議。

### 俄白联盟
俄白联盟的前身是俄白共同体，1997年俄罗斯和白俄罗斯签订《俄罗斯和白俄罗斯联盟条约》和联盟宪章而设立。1999年底，双方又签署了关于建立联盟国家的条约，将联盟关系提升为建立一个一体化的联盟国家的关系。目标是以邦联制（类似于欧盟现在的形式）在外交和经济以及货币上进行一体化，近期目标是在2013年统一货币。但此協議在政治現實下，近十年已經無人再提。但仍在持續進行中。

### 中俄關係
1547年，原是欧洲国家的俄國自伊凡四世起向東擴張。伊凡四世在1552年攻滅喀山汗國，令俄羅斯能夠越過烏拉爾山脈吞併地域遼闊的西伯利亞，後與中国的領土接壤，亦因此能夠使俄自清代以来，通过战争、不平等条约、调停占领了清国的一些领土。从沙俄至苏联占领的清国的固有领土包括（自东向西）：库页岛、乌苏里江以东土地、黑龙江北至外兴安岭土地、贝加尔湖以东土地、唐努乌梁海等約171萬平方公里。苏联又于第二次世界大战时通过对日作战乘机控制中国东北。另外，苏联在中国共产党的成立与建立政权，以及外蒙古独立事件中起了关键作用。
苏联时期，国共内战后，中國工业化项目的发展一直受到苏联的很大帮助，建立起重工业体系，直到后来决裂，项目中断，到了1989年两国外交关系才恢复。
苏联解体后，俄罗斯和中国的关系继续巩固和发展。2004年10月17日后，中国外长李肇星与俄罗斯外长谢尔盖·拉夫罗夫在北京签署《中华人民共和国和俄罗斯联邦关于中俄国界东段的补充协定》，在原来签署的《中苏东段国界协定》、《中俄西段国界协定》的基础上，确定两国分割黑瞎子岛。

### 日俄關係
1904年2月6日－1905年9月5日，当时日本和俄罗斯帝国为争夺在朝鲜半岛和当时的满洲地区（即中国东北）的利益爆发了日俄战争，并以沙俄战败而告终。
自日本在第二次世界大戰被苏联佔據南千岛群岛，1945年8月日本戰敗后，苏联以战胜国为由占领该岛群，拒不奉还。自苏联解体后，1990年代葉利欽作為俄羅斯联邦總統，日俄開始就南千岛群岛進行談判，但雙方分歧仍然存在。而民間的日俄合作漸見興起，例如允许日本人到南庫頁島旅遊。
然而，自从在2011年开始，日本和俄罗斯关于南千岛群岛的争夺变得明显和紧张。俄罗斯的态度是坚决保卫南千岛群岛，并有高官多次登岛视察。相比日本方面更多地趋于谴责。甚至於日本黑社会组织山口组寄给俄罗斯驻日本大使馆子弹以示威胁。尽管日本政府呼吁本国民众不要持有俄罗斯签证登岛，但仍然還是有一些少數日本人以此方式踏入登岛。

## 外部連結
- （俄文）Gov.ru（页面存档备份，存于） - 俄国官方网站
- （俄文）Kremlin（页面存档备份，存于） - 俄罗斯联邦总统的官方网站
- （俄文）Federative CouncilArchive.today的存檔，存档日期2012-08-05 - 上院官方网站
- （俄文）Duma（页面存档备份，存于） - 下院（杜马）官方网站

60°N 90°E / 60°N 90°E